# UCI Asia Tour 2024
L'UCI Asia Tour 2024 è stata la ventesima edizione dell'UCI Asia Tour, uno dei cinque circuiti continentali di ciclismo dell'Unione Ciclistica Internazionale, composto da corse che si disputano nel continente asiatico.

## Calendario

### Ottobre 2023
| Data | Prova                                              | Cat. | Vincitore         | Squadra          |
| ---- | -------------------------------------------------- | ---- | ----------------- | ---------------- |
| 22   | Sun Hung Kai Properties Hong Kong Cyclothon (2023) | 1.1  | Lukas Pöstlberger | Team Jayco AlUla |

### Novembre 2023
| Data | Prova                                                  | Cat. | Vincitore       | Squadra            |
| ---- | ------------------------------------------------------ | ---- | --------------- | ------------------ |
| 5    | Mine AKIYOSHI-DAI Karst International Road Race (2023) | 1.2  | Benjamín Prades | JCL Team Ukyo      |
| 12   | Tour de Okinawa (2023)                                 | 1.2  | Masaki Yamamoto | JCL Team Ukyo      |
| 26   | Campionati taiwanesi - Cron. individuale (2023)        | NC   | Sergio Tu       | Bahrain Victorious |

### Dicembre 2023
| Data | Prova                      | Cat. | Vincitore    | Squadra |
| ---- | -------------------------- | ---- | ------------ | ------- |
| 22   | Campionati panarabi (2023) | NC   | Yacine Hamza | Algeria |

### Gennaio
| Data     | Prova                                                  | Cat. | Vincitore              | Squadra                           |
| -------- | ------------------------------------------------------ | ---- | ---------------------- | --------------------------------- |
| 19       | Campionati omaniti (2024)                              | NC   | Abdulrahman Alyaqoobi  | Salalah Club                      |
| 19       | Campionati thailandesi - Cron. individuale E (2024)    | NC   | Thanakhan Chaiyasombat | Thailand Continental Cycling Team |
| 19       | Campionati thailandesi - Cron. individuale U.23 (2024) | NC   | Kongphob Thimachai     | Roojal Insurance                  |
| 21       | Campionati thailandesi - In linea E (2024)             | NC   | Thanakhan Chaiyasombat | Thailand Continental Cycling Team |
| 26-31    | Tour of Sharjah (2024)                                 | 2.2  | Gal Glivar             | UAE Team Emirates Gen Z           |
| 30-3 feb | AlUla Tour (2024)                                      | 2.1  | Simon Yates            | Team Jayco AlUla                  |

### Febbraio
| Data | Prova                                           | Cat. | Vincitore            | Squadra                          |
| ---- | ----------------------------------------------- | ---- | -------------------- | -------------------------------- |
| 6    | Campionati filippini - Cron. individuale (2024) | 2.1  | Nichol Blanca Pareja | Victoria Sports Pro Cycling Team |
| 9    | Muscat Classic (2024)                           | 1.1  | Finn Fisher-Black    | UAE Team Emirates                |

### Marzo
| Data  | Prova                         | Cat. | Vincitore        | Squadra             |
| ----- | ----------------------------- | ---- | ---------------- | ------------------- |
| 10-14 | Tour de Taiwan (2024)         | 2.1  | Joseph Blackmore | Israel-Premier Tech |
| 30    | Bueng Si Fai Road Race (2024) | 1.2  | Lucas Carstensen | Roojai Insurance    |

### Aprile
| Data | Prova                                                             | Cat. | Vincitore        | Squadra          |
| ---- | ----------------------------------------------------------------- | ---- | ---------------- | ---------------- |
| 1-4  | The Princess Maha Chakri Sirindhorn's Cup Tour of Thailand (2024) | 2.1  | Adne van Engelen | Roojal Insurance |

### Maggio
| Data  | Prova                                           | Cat. | Vincitore              | Squadra                 |
| ----- | ----------------------------------------------- | ---- | ---------------------- | ----------------------- |
| 5     | Campionati emiratini - Cron. individuale (2024) | NC   | Abdulla Alhammadi      | UAE Team Emirates Gen Z |
| 10    | Kozagawa International Road Race (2024)         | 1.2  | annullata              | annullata               |
| 10-12 | Tour de Kumano (2024)                           | 2.2  | Atsushi Oka            | JCL Team Ukyo           |
| 11    | Jelajah Cycling Series Surakarta (2024)         | 1.2  | annullata              | annullata               |
| 19-26 | Tour of Japan (2024)                            | 2.2  | Giovanni Carboni       | JCL Team Ukyo           |
| 27-29 | Tour of Bostonliq (2024)                        | 2.2  | Tegsh-bayar Batsaikhan | Mongolia                |

### Giugno
| Data  | Prova                                          | Cat. | Vincitore        | Squadra       |
| ----- | ---------------------------------------------- | ---- | ---------------- | ------------- |
| 5-9   | Tour de Korea (2024)                           | 2.1  | annullata        | annullata     |
| 6-9   | Aziz Shusha (2024)                             | 2.2  | annullata        | annullata     |
| 9     | Campionati asiatici - Cron. individuale (2024) | CC   | Yevgeniy Fedorov | Kazakistan    |
| 12    | Campionati asiatici - In linea (2024)          | CC   | Euro Kim         | Corea del Sud |
| 26-30 | Tour of Peninsula (2024)                       | 2.1  | annullata        | annullata     |

### Luglio
| Data  | Prova                          | Cat. | Vincitore     | Squadra                 |
| ----- | ------------------------------ | ---- | ------------- | ----------------------- |
| 22-25 | Tour de Banyuwangi Ijen (2024) | 2.2  | Merhawi Kudus | Terengganu Cycling Team |

### Agosto
| Data  | Prova                              | Cat. | Vincitore  | Squadra   |
| ----- | ---------------------------------- | ---- | ---------- | --------- |
| 15-17 | Tour de Borneo (2024)              | 2.2  | annullata  | annullata |
| 23-25 | Trans-Himalaya Cycling Race (2024) | 2.2  | Aaron Gate | Burgos-BH |
| 25-29 | Tour d'Indonesia (2024)            | 2.2  | annullata  | annullata |

### Settembre
| Data  | Prova                                     | Cat. | Vincitore       | Squadra                          |
| ----- | ----------------------------------------- | ---- | --------------- | -------------------------------- |
| 3-12  | Tour of Poyang Lake (2024)                | 2.2  | Pëtr Rikunov    | Chengdu Cycling Team             |
| 8     | Tour of Binzhou (2024)                    | 1.2  | Ilia Schegolkov | DYC & Pardus                     |
| 8-11  | Tour of Salalah (2024)                    | 2.2  | Nicolas Sessler | Victoria Sports Pro Cycling Team |
| 14    | Jelajah Cycling Series Minangkabau (2024) | 2.2  | annullata       | annullata                        |
| 26-28 | Tour of Huangshan (2024)                  | 2.2  | Roman Majkin    | Chengdu Cycling Team             |
| 29    | Oita Urban Classic Road Race (2024)       | 1.2  | Jeroen Meijers  | Victoria Sports Pro Cycling Team |

### Ottobre
| Data | Prova                 | Cat. | Vincitore         | Squadra       |
| ---- | --------------------- | ---- | ----------------- | ------------- |
| 29   | Tour de Kyushu (2024) | 2.1  | Emilien Jeannière | TotalEnergies |

## Classifiche
Fonte: UCI

### Classifica individuale
La classifica è composta da tutti i corridori del continente che abbiano ottenuto punti nell'UCI World Ranking.
| Pos. | Corridore             | Squadra     | Punti  |
| ---- | --------------------- | ----------- | ------ |
| 1    | Aleksej Lucenko       | Astana      | 549,43 |
| 2    | Lyu Xianjing          | China Glory | 355    |
| 3    | Evgenij Fëdorov       | Astana      | 326,33 |
| 4    | Kim Eu-ro             | LX          | 290    |
| 5    | Masaki Yamamoto       | JCL Ukyo    | 283    |
| 6    | Jambaljamts Sainbayar | Burgos-BH   | 274,33 |
| 7    | Dmitrij Gruzdev       | Astana      | 234,76 |
| 8    | Tegshbayar Batsaikhan | Roojai      | 227,5  |
| 9    | Yūma Koishi           | JCL Ukyo    | 214    |
| 10   | Dmitriy Bocharov      | Tashkent    | 206    |

### Classifica a squadre
La classifica viene calcolata sommando i punti della classifica individuale dei migliori 8 ciclisti per squadra.
| Pos. | Squadra                           | Punti   |
| ---- | --------------------------------- | ------- |
| 1    | Terengganu Cycling Team           | 1879,33 |
| 2    | JCL Team Ukyo                     | 1498    |
| 3    | Roojai Insurance                  | 1361,68 |
| 4    | Astana Qazaqstan Team             | 1061    |
| 5    | UAE Team Emirates Gen-Z           | 946     |
| 6    | Tashkent City Professional CT     | 808,99  |
| 7    | China Glory-Mentech Continental   | 784     |
| 8    | Ferei Quick-Panda Podium Mongolia | 606,33  |
| 9    | Kinan Racing Team                 | 526     |
| 10   | Thailand Continental Cycling Team | 523,01  |

### Classifica per nazioni
La classifica viene calcolata sommando i punti dei migliori 8 ciclisti per nazione.
| Pos. | Nazione             | Punti   |
| ---- | ------------------- | ------- |
| 1    | Kazakistan          | 1899,85 |
| 2    | Giappone            | 1075    |
| 3    | Cina                | 881     |
| 4    | Mongolia            | 867,16  |
| 5    | Uzbekistan          | 782,99  |
| 6    | Thailandia          | 645,01  |
| 7    | Corea del Sud       | 570     |
| 8    | Malaysia            | 541     |
| 9    | Emirati Arabi Uniti | 512     |
| 10   | Indonesia           | 477,66  |